# Labeobarbus megastoma
Labeobarbus megastoma es una especie de peces de la familia Cyprinidae, orden Cypriniformes.
Son peces dulceacuícolas endémicos del lago Tana (Etiopía ) que pueden llegar alcanzar los 82,4 cm de longitud total.